# Michele Gabellone
Michele Gabellone, také Cabalone, Caballone, Cabelone, Cabellone nebo Gabbalone, (listopad 1692 Neapol – 19. ledna 1740 tamtéž) byl italský hudební skladatel a pedagog.

## Život
Studoval hudbu na neapolské konzervatoři Conservatorio di Santa Maria di Loreto pod vedením Gaetana Veneziana a Giuliana Perugina . V roce 1716 se oženil s Teresou Muscettolaovou. Z jeho několika dětí se syn Gaspare, známý pod jménem Gaspare Gabellone, rovněž proslavil jako hudební skladatel. Kolem 1717 začala jeho spolupráce s neapolským divadlem Teatro dei Fiorentini, ale teprve od roku 1928 začalo divadlo uvádět jeho opery.
Během svého života se věnoval také výuce hudby. Mezi jeho žáky byl i houslista a skladatel Emanuele Barbella a zpěvačka Faustina Bordoni (budoucí manželka slavného skladatele Johanna Adolfa Hasse).

## Dílo

### Opery
- La cantarina (opera buffa, 1728, Neapol; spolupráce Costantino Roberto)
- La Ciulla, o pure Chi ha freuma arria a tutto (opera buffa, 1728, Neapol)
- La finta schiava (operaybuffa, 1728, Neapol)
- Ammore vò speranza (opera buffa, 1729, Neapol)
- Adone re di Cipro (opera seria, 1730, Řím)
- Li dispiette amoruse (opera buffa, 1731, Neapol)

Nejisté autorství
- Cecilia (opera buffa, 1728, Neapol)
- Adriano in Siria (opera seria, libreto Pietro Metastasio, 1740, Neapol)
- Alessandro nelle Indie (opera seria, libreto Pietro Metastasio, 1740, Neapol)

### Chrámové skladby
- 4 Salve regina
- Kyrie (1737)
- Dixit (1737)
- Laudate (1739)
- Passione
- Miserere (1737)
- Různé jednotlivé árie